# 유흠
유흠(劉歆, ?~23년)은 중국 전한 말·후한 초의 사상가이다. 자는 자준(子駿)이며 유향(劉向)의 아들이다. 나중에 이름을 수(秀)로, 자를 영숙(穎叔)으로 고쳤다.

## 생애
양웅(楊雄)에게 배워 오경(五經)에 널리 통달하였다. 그러나 부친이 대악령(大樂令)이었던 영향으로 가극을 좋아하여 예의에 구애되지 않고 자주 학자를 비난의 대상으로 삼았다. 왕망(王莽)의 신나라에서는 벼슬하지 않고, 후한 광무제 때에 의랑급사중(議郞給事中)이 되었다. 농업을 중히 하고 상업을 억제하며, 법제의 통일 등 정치개혁에 관한 의견을 황제에게 상신하였으나 채택되지 않았다. 다시 당시의 국가 권력의 어용학문이며 황제의 신용이 두터운 도참(圖讖)의 미신을 대담하게 공격하였기 때문에 황제의 분노를 사서 참수될 뻔하였으나 지방관으로 좌천되었다.

## 사상
그의 《신론(新論)》 29편은 육가(陸賈)의 《신어(新語)》, 가의(賈誼)의 《신서(新書)》의 정신을 이어 과거의 사실을 서술하여 시국을 비판한 정치적·사상적 의견을 모은 것이다. 그러나 이것은 남송 때에 없어졌다. 지금은 청(淸)의 엄가균(嚴可均)의 《전후한문(全後漢文)》에 집록(集錄)되어 있다. 현존의 문장으로 보면 그는 당시의 천인감응사상(天人感應思想)을 인정하지 않았다. 특히 천(天)의 의지를 인정하지 않았다. 그리하여 정치의 잘잘못과 사람의 행불행은 천명이 아닌 인위에 의한다고 했다. 또 정신과 육체를 촛불에 비유하여 육체의 사망은 정신의 소멸을 의미한다고 설명하고, 신선방술(神仙方術)의 신비적인 방법에 의한 장수법을 부정하였다. 이 무신론은 이어서 왕충(王充)의 유물사상과 반참위설(反讖緯說)에 영향을 주어 마침내 한대의 지배계급의 신학적 해석학(神學的解釋學)에 대한 격렬한 비판의 바탕이 되었다. 또한 그가 천문학상에서 혼천설(渾天說)을 주장한 것은 유명하다.
| 전임 (대사농) 윤함 | 전한의 희화 (7년 당시) | 후임 (불명) |